# ملعب وانادزور
ملعب وانادزور ((بالأرمنية: Վանաձորի քաղաքային մարզադաշտ)‏) ، هو ملعب متعدد الاستخدامات في وانادزور- أرمينيا، ويُستخدم حالياً لمباريات كرة القدم. افتتح في عام 1958 باسم استاد لوري ( (بالأرمنية: Լոռի մարզադաշտ)‏ ) بسعة 5000 متفرج، كان بمثابة موطن لفريق لوري وانادزور وأف سي وانادزور .

## خطط مستقبلية
في أكتوبر 2010 ، تم التوصل إلى اتفاق بين مجلس مدينة وانادزور واتحاد كرة القدم في أرمينيا لتجديد الملعب، تحت إدارة FFA. ومع ذلك، في آب / أغسطس 2011 ، ناشدت جمعية هلسنكي للمواطنين - مكتب فاندزور بلدية فانادزور إلغاء الاتفاق.  نتيجة للنداء، تم التخلي عن التجديد المقرر لعام 2011 بتكلفة متوقعة قدرها 3 ملايين دولار أمريكي. 
أخيرًا في ديسمبر 2017 ، تم إطلاق عملية إعادة إعمار كبيرة لإعادة تطوير الملعب وتحويله إلى ملعب يتسع لجميع المقاعد بسعة 4000 مقعد. ومن المتصور أن يتم الانتهاء من المشروع بحلول بداية عام 2022.